# Хорватия на «Детском Евровидении — 2004»
Хорватия участвовала в «Детском Евровидении — 2004», проходившем в Лиллехаммере, Норвегия, 20 ноября 2004 года. На конкурсе страну представила Ника Туркович с песней «Hej mali», выступившая одиннадцатой. Она заняла третье место, набрав 126 баллов.

## Национальный отбор
Национальный отбор прошёл 10 октября 2004 года. Победитель был определён телеголосованием.
| Dječja pjesma Eurovizije 2004 — 10 октября 2004 | Dječja pjesma Eurovizije 2004 — 10 октября 2004 | Dječja pjesma Eurovizije 2004 — 10 октября 2004 | Dječja pjesma Eurovizije 2004 — 10 октября 2004 |
| №                                               | Артист                                          | Песня                                           | Место                                           |
| ----------------------------------------------- | ----------------------------------------------- | ----------------------------------------------- | ----------------------------------------------- |
| 01                                              | Петра Шкофич                                    | «Potres»                                        | —                                               |
| 02                                              | Анита Новак                                     | «Moja utjeha»                                   | —                                               |
| 03                                              | Миа Кордич                                      | «Mogu»                                          | 4                                               |
| 04                                              | Кристиян Степанич                               | «Da li još»                                     | —                                               |
| 05                                              | Лана Иванкович                                  | «Svakom tko zna»                                | —                                               |
| 06                                              | Нела Буй                                        | «Suze malene»                                   | —                                               |
| 07                                              | Теа Зец                                         | «Don't worry»                                   | —                                               |
| 08                                              | Ива Валентич                                    | «Hajde upali mrak»                              | 3                                               |
| 09                                              | Кристина Ярич и Нико Мильянич                   | «Djeca svijeta»                                 | —                                               |
| 10                                              | Яков Миланкович и Ана Губерина                  | «Odlazim»                                       | —                                               |
| 11                                              | Ника Туркович                                   | «Hej mali»                                      | 1                                               |
| 12                                              | Party Kiss и Double F                           | «Nije ok»                                       | 2                                               |

## На «Детском Евровидении»
Финал конкурса транслировал телеканал HRT 1, а результаты голосования от Хорватии объявляла Буга. Ника Туркович выступила под одиннадцатым номером после Белоруссии и перед Латвией, и заняла третье место, набрав 126 баллов.

## Голосование[4]
| Баллы     | Страна                                                      |
| --------- | ----------------------------------------------------------- |
| 12 баллов | Великобритания Северная Македония                           |
| 10 баллов | Норвегия                                                    |
| 8 баллов  | Белоруссия Дания Латвия Нидерланды Франция Швейцария Швеция |
| 7 баллов  | Польша Румыния                                              |
| 6 баллов  | Бельгия Испания Кипр                                        |
| 5 баллов  |                                                             |
| 4 балла   | Греция                                                      |
| 3 балла   |                                                             |
| 2 балла   |                                                             |
| 1 балл    |                                                             |

| Баллы     | Страна             |
| --------- | ------------------ |
| 12 баллов | Испания            |
| 10 баллов | Румыния            |
| 8 баллов  | Северная Македония |
| 7 баллов  | Великобритания     |
| 6 баллов  | Дания              |
| 5 баллов  | Кипр               |
| 4 балла   | Франция            |
| 3 балла   | Греция             |
| 2 балла   | Бельгия            |
| 1 балл    | Нидерланды         |